# Eccellenza Friuli-Venezia Giulia 2006-2007
Il campionato italiano di calcio di Eccellenza regionale 2006-2007 è stato il sedicesimo organizzato in Italia. Rappresenta il sesto livello del calcio italiano.
Questi sono i gironi organizzati dal comitato regionale della regione Friuli-Venezia Giulia.

## Stagione
Al campionato di Eccellenza del Friuli Venezia Giulia 2006-07 partecipano 16 squadre:
- 12 hanno mantenuto la categoria: Azzanese, Gonars, Monfalcone, Muggia, Palmanova, Pro Romans, Sarone, Sevegliano, Tolmezzo, Tricesimo, Union 91 e Vesna
- 1 è stata retrocessa dalla Serie D : Manzanese
- 3 sono state promosse dalla Promozione : Lignano e Juventina (vincitrici dei gironi), e Fontanafredda dai play-off

## Squadre partecipanti
| Squadra                   | Città (provincia)                         |
| ------------------------- | ----------------------------------------- |
| A.S. Azzanese             | Azzano Decimo (PN)                        |
| S.S. Fontanafredda        | Fontanafredda (PN)                        |
| A.S. Comunale Gonars      | Gonars (UD)                               |
| A.S. Juventina            | Sant'Andrea di Gorizia                    |
| A.S. Lignano              | Lignano Sabbiadoro (UD)                   |
| U.S. Manzanese            | Manzano (UD)                              |
| A.C. Monfalcone           | Monfalcone (GO)                           |
| A.S. Muggia               | Muggia (TS)                               |
| A.C. Palmanova            | Palmanova (UD)                            |
| A.C. Pro Romans           | Romans d'Isonzo (GO)                      |
| A.S. Sarone               | Sarone di Caneva (PN)                     |
| U.S. Sevegliano           | Sevegliano di Bagnaria Arsa (UD)          |
| U.C. Prix Tolmezzo Carnia | Tolmezzo (UD)                             |
| A.S. Tricesimo            | Tricesimo (UD)                            |
| A.C. Union 91             | Percoto e Lauzacco di Pavia di Udine (UD) |
| S.S. Vesna                | Santa Croce di Trieste                    |

### Classifica finale
|  | Pos. | Squadra             | Pt | G  | V  | N  | P  | GF | GS | DR  |
|  | ---- | ------------------- | -- | -- | -- | -- | -- | -- | -- | --- |
|  | 1.   | Sarone              | 67 | 30 | 20 | 7  | 3  | 56 | 22 | +34 |
|  | 2.   | Monfalcone          | 61 | 30 | 17 | 10 | 3  | 42 | 14 | +28 |
|  | 3.   | Manzanese           | 60 | 30 | 16 | 12 | 2  | 53 | 12 | +41 |
|  | 4.   | Vesna               | 46 | 30 | 13 | 7  | 10 | 33 | 34 | -1  |
|  | 5.   | Gonars              | 44 | 30 | 11 | 11 | 8  | 28 | 25 | +3  |
|  | 6.   | Azzanese            | 39 | 30 | 9  | 12 | 9  | 34 | 31 | +3  |
|  | 7.   | Palmanova           | 39 | 30 | 9  | 12 | 9  | 33 | 38 | -5  |
|  | 8.   | Muggia              | 38 | 30 | 10 | 8  | 12 | 35 | 43 | -8  |
|  | 9.   | Sevegliano          | 35 | 30 | 9  | 8  | 13 | 30 | 30 | 0   |
|  | 10.  | Tricesimo           | 33 | 30 | 7  | 12 | 11 | 34 | 39 | -5  |
|  | 11.  | Tolmezzo Carnia     | 33 | 30 | 8  | 9  | 13 | 31 | 37 | -6  |
|  | 12.  | Juventina S. Andrea | 32 | 30 | 7  | 11 | 12 | 28 | 36 | -8  |
|  | 13.  | Union 91            | 32 | 30 | 7  | 11 | 12 | 33 | 52 | -19 |
|  | 14.  | Fontanafredda       | 30 | 30 | 7  | 9  | 14 | 29 | 47 | -18 |
|  | 15.  | Lignano             | 27 | 30 | 7  | 6  | 17 | 35 | 48 | -13 |
|  | 16.  | Pro Romans          | 25 | 30 | 4  | 13 | 13 | 19 | 45 | -26 |

## Risultati

### Calendario
| andata       | 1ª giornata             | ritorno      |
| 17 set. 2006 |                         | 14 gen. 2007 |
| 2-2          | Azzanese-Lignano        | 2-0          |
| 0-0          | Juventina-Fontanafredda | 1-1          |
| 0-0          | Sarone-Gonars           | 2-0          |
| 0-1          | Sevegliano-Monfalcone   | 0-2          |
| 1-1          | Tolmezzo-Manzanese      | 0-3          |
| 3-0          | Tricesimo-Pro Romans    | 1-1          |
| 0-1          | Union 91-Muggia         | 0-0          |
| 1-0          | Vesna-Palmanova         | 0-0          |

| andata      | 4ª giornata          | ritorno     |
| 8 ott. 2006 |                      | 4 feb. 2007 |
| 0-4         | Fontanafredda-Sarone | 0-1         |
| 2-0         | Gonars-Palmanova     | 2-0         |
| 1-1         | Lignano-Vesna        | 1-2         |
| 0-0         | Monfalcone-Azzanese  | 1-0         |
| 1-0         | Muggia-Tricesimo     | 1-1         |
| 1-0         | Pro Romans-Tolmezzo  | 0-1         |
| 0-1         | Sevegliano-Juventina | 2-1         |
| 0-5         | Union 91-Manzanese   | 1-2         |

| andata       | 7ª giornata             | ritorno      |
| 29 ott. 2006 |                         | 25 feb. 2007 |
| 1-0          | Azzanese-Juventina      | 0-2          |
| 2-0          | Gonars-Lignano          | 2-0          |
| 4-0          | Manzanese-Pro Romans    | 3-0          |
| 2-1          | Palmanova-Fontanafredda | 2-1          |
| 2-1          | Sarone-Sevegliano       | 1-1          |
| 3-1          | Tolmezzo-Muggia         | 1-2          |
| 5-3          | Tricesimo-Union 91      | 1-1          |
| 1-4          | Vesna-Monfalcone        | 0-1          |

| andata       | 10ª giornata          | ritorno      |
| 19 nov. 2006 |                       | 18 mar. 2007 |
| 0-1          | Azzanese-Sarone       | 0-2          |
| 2-2          | Fontanafredda-Lignano | 0-1          |
| 1-2          | Juventina-Vesna       | 1-1          |
| 0-1          | Monfalcone-Gonars     | 2-1          |
| 1-1          | Muggia-Pro Romans     | 1-2          |
| 0-1          | Sevegliano-Palmanova  | 0-1          |
| 0-1          | Tricesimo-Manzanese   | 0-0          |
| 1-2          | Union 91-Tolmezzo     | 3-2          |

| andata       | 13ª giornata             | ritorno      |
| 10 dic. 2006 |                          | 15 apr. 2007 |
| 1-3          | Fontanafredda-Monfalcone | 0-4          |
| 1-0          | Gonars-Juventina         | 0-1          |
| 1-1          | Lignano-Sevegliano       | 1-2          |
| 4-0          | Manzanese-Muggia         | 5-1          |
| 1-1          | Palmanova-Azzanese       | 0-2          |
| 2-2          | Pro Romans-Union 91      | 1-2          |
| 2-0          | Tolmezzo-Tricesimo       | 1-1          |
| 1-1          | Vesna-Sarone             | 2-2          |

| andata       | 2ª giornata            | ritorno      |
| 24 set. 2006 |                        | 21 gen. 2007 |
| 1-3          | Gonars-Vesna           | 1-0          |
| 1-4          | Fontanafredda-Azzanese | 1-1          |
| 0-1          | Lignano-Tricesimo      | 1-3          |
| 2-1          | Manzanese-Sevegliano   | 0-0          |
| 0-0          | Monfalcone-Union 91    | 3-3          |
| 1-2          | Muggia-Juventina       | 2-1          |
| 2-1          | Palmanova-Tolmezzo     | 3-1          |
| 0-2          | Pro Romans-Sarone      | 0-2          |

| andata       | 5ª giornata          | ritorno      |
| 15 ott. 2006 |                      | 11 feb. 2007 |
| 2-1          | Azzanese-Sevegliano  | 0-0          |
| 1-2          | Juventina-Union 91   | 0-2          |
| 0-0          | Manzanese-Gonars     | 1-1          |
| 1-1          | Palmanova-Pro Romans | 1-1          |
| 1-0          | Sarone-Muggia        | 0-0          |
| 1-0          | Tolmezzo-Lignano     | 2-3          |
| 0-0          | Tricesimo-Monfalcone | 2-2          |
| 1-0          | Vesna-Fontanafredda  | 0-1          |

| andata      | 8ª giornata          | ritorno     |
| 5 nov. 2006 |                      | 4 mar. 2007 |
| 0-3         | Azzanese-Manzanese   | 0-2         |
| 3-0         | Fontanafredda-Gonars | 0-2         |
| 2-2         | Juventina-Tricesimo  | 2-4         |
| 1-3         | Lignano-Pro Romans   | 2-0         |
| 0-0         | Monfalcone-Tolmezzo  | 1-0         |
| 0-2         | Muggia-Palmanova     | 2-2         |
| 2-0         | Sevegliano-Vesna     | 2-1         |
| 1-2         | Union 91-Sarone      | 0-5         |

| andata       | 11ª giornata            | ritorno      |
| 26 nov. 2006 |                         | 25 mar. 2007 |
| 0-2          | Gonars-Sevegliano       | 1-0          |
| 0-1          | Lignano-Muggia          | 0-2          |
| 0-0          | Manzanese-Fontanafredda | 2-0          |
| 1-1          | Palmanova-Union 91      | 3-0          |
| 0-0          | Pro Romans-Monfalcone   | 0-3          |
| 3-0          | Sarone-Tricesimo        | 4-1          |
| 3-1          | Tolmezzo-Juventina      | 0-0          |
| 0-4          | Vesna-Azzanese          | 0-0          |

| andata       | 14ª giornata             | ritorno      |
| 17 dic. 2006 |                          | 22 apr. 2007 |
| 1-1          | Azzanese-Gonars          | 2-2          |
| 0-0          | Juventina-Pro Romans     | 2-1          |
| 2-0          | Monfalcone-Muggia        | 2-2          |
| 1-0          | Sarone-Tolmezzo          | 0-0          |
| 4-1          | Sevegliano-Fontanafredda | 1-2          |
| 0-0          | Tricesimo-Palmanova      | 2-2          |
| 2-1          | Union 91-Lignano         | 1-5          |
| 0-1          | Vesna-Manzanese          | 0-5          |

| andata      | 3ª giornata             | ritorno      |
| 1 ott. 2006 |                         | 28 gen. 2007 |
| 0-3         | Azzanese-Muggia         | 1-2          |
| 1-0         | Juventina-Monfalcone    | 0-0          |
| 0-0         | Manzanese-Palmanova     | 0-0          |
| 3-1         | Sarone-Lignano          | 2-1          |
| 0-0         | Tolmezzo-Gonars         | 1-0          |
| 1-0         | Tricesimo-Fontanafredda | 0-1          |
| 0-2         | Union 91-Sevegliano     | 1-1          |
| 3-0         | Vesna-Pro Romans        | 2-0          |

| andata       | 6ª giornata            | ritorno      |
| 22 ott. 2006 |                        | 18 feb. 2007 |
| 2-1          | Fontanafredda-Tolmezzo | 1-0          |
| 1-1          | Juventina-Manzanese    | 0-0          |
| 3-3          | Lignano-Palmanova      | 0-1          |
| 1-0          | Monfalcone-Sarone      | 2-0          |
| 1-1          | Muggia-Vesna           | 1-2          |
| 1-1          | Pro Romans-Gonars      | 1-1          |
| 1-2          | Sevegliano-Tricesimo   | 1-0          |
| 0-0          | Union 91-Azzanese      | 1-0          |

| andata       | 9ª giornata              | ritorno      |
| 12 nov. 2006 |                          | 11 mar. 2007 |
| 2-0          | Gonars-Muggia            | 0-2          |
| 3-0          | Manzanese-Lignano        | 0-3          |
| 1-2          | Palmanova-Monfalcone     | 0-2          |
| 2-1          | Pro Romans-Fontanafredda | 1-1          |
| 2-1          | Sarone-Juventina         | 2-1          |
| 2-1          | Tolmezzo-Sevegliano      | 1-1          |
| 1-2          | Tricesimo-Azzanese       | 0-1          |
| 1-0          | Vesna-Union 91           | 0-1          |

| andata      | 12ª giornata          | ritorno     |
| 3 dic. 2006 |                       | 1 apr. 2007 |
| 2-2         | Azzanese-Tolmezzo     | 2-2         |
| 1-1         | Juventina-Palmanova   | 2-1         |
| 0-1         | Monfalcone-Lignano    | 2-0         |
| 2-2         | Muggia-Fontanafredda  | 1-2         |
| 1-1         | Sarone-Manzanese      | 0-4         |
| 0-0         | Sevegliano-Pro Romans | 0-0         |
| 0-2         | Tricesimo-Vesna       | 1-2         |
| 1-1         | Union 91-Gonars       | 0-1         |

| andata      | 15ª giornata           | ritorno      |
| 7 gen. 2007 |                        | 29 apr. 2007 |
| 1-1         | Fontanafredda-Union 91 | 3-3          |
| 1-1         | Gonars-Tricesimo       | 1-1          |
| 3-1         | Lignano-Juventina      | 1-1          |
| 0-2         | Manzanese-Monfalcone   | 0-0          |
| 0-2         | Muggia-Sevegliano      | 3-1          |
| 0-3         | Palmanova-Sarone       | 2-6          |
| 0-0         | Pro Romans-Azzanese    | 0-4          |
| 0-1         | Tolmezzo-Vesna         | 1-3          |

## Spareggi

### Spareggio 12º posto
Nel caso di retrocessione dalla serie D in eccellenza da parte di 3 squadre friulane la compagine giunta al 13º posto retrocederà in promozione.
| Arbitro: | Giacomazzi (Pordenone) |

|                         |           |  |
| Devetak 39’ Peteani 84’ | Marcatori |  |

Juventina Sant'Andrea raggiunge la salvezza.

Union 91 salva dopo la conclusione del campionato di serie D in quanto sono retrocesse solo 2 squadre friulane (Pordenone e Rivignano).

## Fase Regionale Coppa Italia Dilettanti
La coppa è stata vinta dalla Manzanese che in finale ha battuto il Lignano 2-0